# تراشیگانگ
تراشیگانگ (به لاتین: Trashigang) یک شهر در بوتان (کشور) است که در Trashigang District واقع شده‌است.
 تراشیگانگ  ۲,۳۸۳ نفر جمعیت دارد.